# سسک برگی هیوم
سسک برگی هیوم یا سسک ابرو زرد هیوم (نام علمی: Phylloscopus humei ) پرنده‌ای از تیرهٔ سسک‌های برگی در راستهٔ گنجشک‌سانان است که پیش‌تر در سسکیان بر قدیم دسته‌بندی می‌شد و چند زیرگونه نیز دارد. این پرنده 9 تا 10 سانتیمتر طول دارد و بسیار شبیه سسک ابرو زرد است. سسک برگی هیوم در جنوب غربی ایران نیز یافت می‌شود.